# Giải vô địch bóng đá nữ châu Á 2001
Giải vô địch bóng đá nữ châu Á 2001 diễn ra tại Đài Loan từ 4 tháng 12 đến 16 tháng 12 năm 2001. Đội tuyển vô địch là Cộng hòa Dân chủ Nhân dân Triều Tiên sau khi đánh bại Nhật Bản trong trận chung kết.

## Các đội tuyển
| - Ấn Độ - Malaysia - Đài Bắc Trung Hoa - Thái Lan - Hàn Quốc | - Nhật Bản - CHDCND Triều Tiên - Singapore - Guam - Việt Nam | - Trung Quốc - Uzbekistan - Hồng Kông - Philippines |

## Vòng bảng

### Bảng A
| Đội               | Tr | T | H | B | BT | BB | HS  | Đ  |
| ----------------- | -- | - | - | - | -- | -- | --- | -- |
| Hàn Quốc          | 4  | 4 | 0 | 0 | 15 | 0  | +15 | 12 |
| Đài Bắc Trung Hoa | 4  | 3 | 0 | 1 | 24 | 1  | +23 | 9  |
| Thái Lan          | 4  | 2 | 0 | 2 | 5  | 9  | −4  | 6  |
| Ấn Độ             | 4  | 1 | 0 | 3 | 3  | 13 | −10 | 3  |
| Malaysia          | 4  | 0 | 0 | 4 | 0  | 24 | −24 | 0  |

| Đài Bắc Trung Hoa | 14–0 | Malaysia |
| ----------------- | ---- | -------- |
|                   |      |          |

| Ấn Độ | 0–7 | Hàn Quốc |
| ----- | --- | -------- |
|       |     |          |

| Malaysia | 0–4 | Thái Lan |
| -------- | --- | -------- |
|          |     |          |

| Đài Bắc Trung Hoa | 5–0 | Ấn Độ |
| ----------------- | --- | ----- |
|                   |     |       |

| Malaysia | 0–3 | Hàn Quốc |
| -------- | --- | -------- |
|          |     |          |

| Đài Bắc Trung Hoa | 5–0 | Thái Lan |
| ----------------- | --- | -------- |
|                   |     |          |

| Ấn Độ | 0–1 | Thái Lan |
| ----- | --- | -------- |
|       |     |          |

| Đài Bắc Trung Hoa | 0–1 | Hàn Quốc |
| ----------------- | --- | -------- |
|                   |     |          |

| Hàn Quốc | 4–0 | Thái Lan |
| -------- | --- | -------- |
|          |     |          |

| Ấn Độ | 3–0 | Malaysia |
| ----- | --- | -------- |
|       |     |          |

### Bảng B
| Đội               | Tr | T | H | B | BT | BB | HS  | Đ  |
| ----------------- | -- | - | - | - | -- | -- | --- | -- |
| CHDCND Triều Tiên | 4  | 4 | 0 | 0 | 48 | 0  | +48 | 12 |
| Nhật Bản          | 4  | 3 | 0 | 1 | 28 | 2  | +26 | 9  |
| Việt Nam          | 4  | 2 | 0 | 2 | 11 | 7  | +4  | 6  |
| Singapore         | 4  | 1 | 0 | 3 | 2  | 47 | −45 | 3  |
| Guam              | 4  | 0 | 0 | 4 | 1  | 34 | −33 | 0  |

| Nhật Bản | 14–0 | Singapore |
| -------- | ---- | --------- |
|          |      |           |

| CHDCND Triều Tiên | 19–0 | Guam |
| ----------------- | ---- | ---- |
|                   |      |      |

| Việt Nam | 2–0 | Guam |
| -------- | --- | ---- |
|          |     |      |

| CHDCND Triều Tiên | 24–0 | Singapore |
| ----------------- | ---- | --------- |
|                   |      |           |

| Nhật Bản | 11–0 | Guam |
| -------- | ---- | ---- |
|          |      |      |

| CHDCND Triều Tiên | 4–0 | Việt Nam |
| ----------------- | --- | -------- |
|                   |     |          |

| Việt Nam | 8–0 | Singapore |
| -------- | --- | --------- |
|          |     |           |

| Nhật Bản | 0–1 | CHDCND Triều Tiên |
| -------- | --- | ----------------- |
|          |     |                   |

| Nhật Bản | 3–1 | Việt Nam |
| -------- | --- | -------- |
|          |     |          |

| Guam | 1–2 | Singapore |
| ---- | --- | --------- |
|      |     |           |

### Bảng C
| Đội         | Tr | T | H | B | BT | BB | HS  | Đ |
| ----------- | -- | - | - | - | -- | -- | --- | - |
| Trung Quốc  | 3  | 3 | 0 | 0 | 31 | 0  | +31 | 9 |
| Uzbekistan  | 3  | 2 | 0 | 1 | 9  | 11 | −2  | 6 |
| Hồng Kông   | 3  | 1 | 0 | 2 | 2  | 15 | −13 | 3 |
| Philippines | 3  | 0 | 0 | 3 | 1  | 17 | −16 | 0 |

| Trung Quốc | 10–0 | Hồng Kông |
| ---------- | ---- | --------- |
|            |      |           |

| Uzbekistan | 5–0 | Philippines |
| ---------- | --- | ----------- |
|            |     |             |

| Hồng Kông | 2–1 | Philippines |
| --------- | --- | ----------- |
|           |     |             |

| Trung Quốc | 11–0 | Uzbekistan |
| ---------- | ---- | ---------- |
|            |      |            |

| Uzbekistan | 4–0 | Hồng Kông |
| ---------- | --- | --------- |
|            |     |           |

| Trung Quốc | 10–0 | Philippines |
| ---------- | ---- | ----------- |
|            |      |             |

## Vòng đấu loại trực tiếp

### Bán kết
| Hàn Quốc | 1–2 | Nhật Bản |
| -------- | --- | -------- |
|          |     |          |

| CHDCND Triều Tiên | 3–1      | Trung Quốc |
| ----------------- | -------- | ---------- |
|                   | Chi tiết |            |

### Tranh hạng ba
| Hàn Quốc | 0–8 | Trung Quốc                                                           |
| -------- | --- | -------------------------------------------------------------------- |
|          |     | Phổ Vĩ 5', 87' · Bạch Lợi Lợi 14', 20', 60', 63' · Hàn Đoan 89', 90' |

### Chung kết
| CHDCND Triều Tiên                | 2–0 | Nhật Bản |
| -------------------------------- | --- | -------- |
| Ri Kum-suk 68' · Ri Un-gyong 75' |     |          |